# 16. korpus (Kopenska vojska ZDA)
Za druge 16. korpuse glejte 16. korpus.
16. korpus (izvirno angleško XVI Corps) je bil korpus Kopenske vojske Združenih držav Amerike.